# Lajos Maszlay
Lajos Maszlay, född 2 oktober 1903 i Budapest, död 1 december 1979 i Budapest, var en ungersk fäktare.
Maszlay blev olympisk bronsmedaljör i florett vid sommarspelen 1948 i London.